# Magnus Chase – Das Schiff der Toten
Magnus Chase – Das Schiff der Toten (englischer Originaltitel: The Ship of the Dead) ist ein Fantasy-Roman für junge Erwachsene, der auf der nordischen Mythologie basiert und von dem amerikanischen Autor Rick Riordan geschrieben wurde. Es ist der dritte und letzte Roman der Trilogie Magnus Chase, der nach Der Hammer des Thor erschien. Es wurde am 3. Oktober 2017 von Disney-Hyperion, einem Imprint der Disney Book Group, veröffentlicht. Die deutschsprachige Ausgabe erschien in der Übersetzung durch Gabriele Haefs im Jahr 2018.
Der Roman wird in der Ich-Perspektive von Magnus Chase, einem 16-jährigen Halbgott und obdachlosen Waisenkind, erzählt. Er und seine Freunde segeln bis an die äußersten Grenzen von Jotunheim und Niflheim, um Asgards größte Bedrohung zu verfolgen.

## Handlung
Die Handlung beginnt damit, dass Percy Jackson Magnus Chase für die See fit macht, wobei Magnus aber immer wieder fast stirbt. Magnus und Alex Fierro reisen zur Chase-Villa, wo sie Notizen finden, die Randolph zu verschiedenen Zeitpunkten geschrieben hat und die von einem Wolf bewacht werden. Nachdem sie Walhalla erreicht haben, beschwört Magnus ein Schiff herbei, das ihm sein Vater Frey geschenkt hat. Mallory Keen, Halbgeboren Gunderson, Thomas Jefferson Jr., Samirah al-Abbas und Alex begleiten Magnus, während sie planen, Blitzen und Hearthstone auf dem Weg abzuholen. Das Gespräch der Mannschaft wird von den Neun Billow Maidens gehört, die sie zum Hof von Aegir bringen, wo sie erfahren, dass Hearth und Blitz gefangen gehalten werden. Aegirs älteste Tochter erkennt Magnus von seiner früheren Begegnung mit ihrer Mutter Rán wieder. Als er bedroht wird, schwört Magnus einem Eid, Loki in einem Schmähwettbewerb zu besiegen und die Demütigung Aegirs zu rächen, dessen Halle zuvor von dem Gott in einem Wettbewerb beleidigt wurde. Aegir lädt sie ein zu fliehen wenn sie ihm etwas von Kvasirs Met bringen. Sie sind einverstanden und während er nicht hinsieht, versuchen sie die Flucht, aber die Mannschaft wird von Aegirs neun Töchtern angegriffen. Mit Hilfe von Magnus’ Großvater, Njord, gelingt ihnen schließlich die Flucht. Njord verrät Magnus, dass er Loki nur besiegen kann, wenn er Kvasirs Met trinkt. Die Mannschaft setzt ihre Reise fort, wobei Blitz und Hearth getrennt reisen, um Bolverks Wetzstein zu holen.
Auf dem Weg nach York wird die Vorgeschichte der einzelnen Mitglieder enthüllt. Mallory starb bei der Entschärfung einer Bombe in Irland; Halbgeboren starb in der Nähe von Jorvik; TJ starb, nachdem er eine aussichtslose Herausforderung mit Gewalt angenommen hatte – eine Eigenschaft, die er von seinem Vater Tyr geerbt hatte. Samirah fastet während der Ramadan-Zeit. Die Mannschaft kommt in York an, wo sich Magnus, TJ und Alex mit dem Riesen Hrungnir um den Standort von Kvasirs Met duellieren. Sie erhalten die benötigte Information: Kvasirs Met befindet sich in Jorvik, im Menschenreich – auch als Norwegen bekannt. Die Mannschaft reist nach Norwegen, holt den Met des Kvasir von Suttungs Tochter Gunnlöð und tötet Baugi. Suttung wird von Halbgeboren eigenhändig getötet. Sie erhalten auch die Information, dass Naglfar zwischen Niflheim und Jotunheim eingefroren ist. Auf der Reise nach Niflheim bekommen alle Probleme mit den extremen Temperaturen, wobei Magnus und Blitz am Anfang damit keine Probleme hatten da ihre Eltern Frey und Freya sind. Da sie mit dem Schiff nicht weiterkommen, laufen sie über das Eis, um an Land zu kommen. Alex und Magnus küssen sich. Sie werden von Skadi, Njords Ex-Frau, gerettet, als Blitz versucht – um alle vor dem Wetter zu schützen – den Berg zu verformen in dem Skadi lebt. Magnus trinkt den Met des Kvasir und die Mannschaft reist zur Naglfar. Magnus tritt auf der Naglfar im Wettschmähen gegen Loki an, beschließt aber, den Gott nicht zu beleidigen. Stattdessen bringt er die Liebe und das Vertrauen zum Ausdruck, die er für seine Freunde hegt, und bemitleidet Loki für seine offensichtliche Einsamkeit, denn selbst seine Frau Sigyn verlässt ihn. Als Loki auf Magnus’ Worte hin auf die Größe einer Nuss schrumpft wird er von Mallory in einer Walnuss gefangen gehalten, die ihr Frigg zuvor gegeben hatte. Magnus und seine Freunde gehen nach Vigridr, dem letzten Schlachtfeld, und treffen dort auf die Götter, die ihnen gratulieren, weil sie Loki besiegt und das Ragnarök verzögert haben. Magnus wird von Odin mit seinem Segen belohnt. Magnus bittet Odin, ihm seine Anwälte zu leihen, damit er Randolphs Herrenhaus in ein Waisenhaus und ein Obdachlosenheim umwandeln kann. Später erzählt er seiner Cousine Annabeth von seinem Abenteuer, welche sich darüber freut, mal wieder gute Nachrichten zu hören.

## Charaktere
- Magnus Chase – 16-jähriger Sohn von Frey, der in den ersten Kapiteln stirbt, aber zu einem Einherjer wird. Er ist der Cousin von Annabeth Chase, hat sie aber zuletzt gesehen, kurz bevor sie von zuhause weggelaufen ist. Er verfügt über Heil- und Regenerationkräfte, Resistenz gegen extreme Temperaturen und andere magische Fähigkeiten. Als Mensch war er asthmatisch und schwach, aber nach seinem Tod gewinnt er extreme Kraft und Ausdauer.
- Samirah Al-Abbas (Sam) – Ist die Walküre, die Magnus ins Hotel Valhalla brachte. Sie ist eine Tochter von Loki, die mit ihrer Familie aus dem Irak ausgewandert ist und von dem mittelalterlichen arabischen Reisenden und Historiker Ibn Fadlān abstammt, der einen wichtigen Bericht über das Leben unter den Wolgawikingern verfasst hat. Als Folge ihrer Entscheidung, Magnus zu einem Einherje zu machen, werden ihr ihre Kräfte als Walküre entzogen, aber sie wird von Odin selbst wieder eingesetzt. Sie ist eine praktizierende Muslimin. Sie ist eine Gestaltwandlerin und trägt zwei Äxte und einen grünen Hidschab, der gleichzeitig als Tarnmantel dient. Sie ist mit Amir Fadlan verlobt, der in einem Restaurant arbeitet.
- Hearthstone (Hearth) – Ein Freund von Magnus. Er ist ein Alf (Elf). Er ist taubstumm, spricht aber die Alf-Zeichensprache und kann von den Lippen ablesen. Er hatte eine missbräuchliche Kindheit mit Eltern, die ihn wegen seiner Behinderungen nicht mochten. Als Gegenleistung für seine Arbeit für Mimir erhielt er die Fähigkeit, Runenmagie zu wirken.
- Blitzen (Blitz) – Ein weiterer Freund von Magnus, ein Svartalf (Zwerg). Er ist der Sohn von Freya. Er und Hearth haben auf Magnus aufgepasst, als er auf der Straße lebte. Blitz’ Vater wurde von Fenris getötet, als er noch ein Kind war, nachdem er versucht hatte, die Fesseln des Fenriswolfs zu ersetzen. Blitz ist handwerklich unbegabt (ungewöhnlich für Zwerge), aber er ist ein meisterhafter Modeberater. Wie Hearth arbeitete auch er einst für Mimir.
- Mallory Audrey Keen (Mack) – Mallory Keen wurde in Belfast, Nordirland, als Tochter von Frigg und einem ungenannten Mann geboren. Mallory hatte ein schlechtes Verhältnis zu ihrem Vater, der alkoholkrank war. Am 21. Juli 1972, der später als „Blutiger Freitag“ bekannt wurde, verkleidete sich Loki als einer von Mallorys Freunden und brachte sie dazu, eine Autobombe in einem Schulbus zu platzieren, wobei er vorgab, dass sich anstelle von Kindern Soldaten an Bord befänden. Ihre Mutter Frigg, die wusste, dass Mallory sterben würde, erschien ihr als alte Hexe verkleidet und überzeugte sie, die Bombe zu entschärfen, indem sie ihr zwei Messer gab. Die Autobombe explodierte und tötete Mallory, aber da sie die Kinder im Bus rettete und dadurch einen heldenhaften Tod mit einer Waffe in der Hand starb, wurde sie nach Walhalla gebracht.
- Halbgeborener Gunderson – Gunderson, ein außergewöhnlicher Berserker, verließ seine Heimatstadt Flam, um Reichtum und Ruhm zu erlangen, und versprach seiner Mutter, zurückzukehren und ihr Leben zu verbessern. Er hat sie jedoch nie wieder gesehen, da sie bei einem mysteriösen Feuer ums Leben kam. Der halbgeborene Gunderson kämpft jetzt als nordischer Söldner unter seinen Enheirjar-Freunden.
- Alex Fierro – Alex’ Familie ist einflussreich, was zunächst Lokis Aufmerksamkeit erregte und ihn dazu veranlasste, Alex’ Vater in Form einer „üppigen rothaarigen“ Frau zu verführen. Neun Monate später verließ die weibliche Form von Loki ihn mit einem Kind. Die Familie nahm die Nachricht nicht gut auf, vor allem nachdem Loki ihnen dauerhaft „die Augen geöffnet“ und sie auf die Neun Welten und die nordischen Götter aufmerksam gemacht hatte. Alex verbrachte ihr/sein Leben damit, wegen ihrer/seiner nordischen Herkunft und ihrer/seiner Fähigkeit, sich zwischen den beiden Geschlechtern zu verwandeln, angefeindet zu werden, was als Lokis Schuld angesehen wurde. Nur sein Großvater akzeptierte ihn so, wie er war, und lehrte ihn das Töpfern. Etwa zwei Jahre bevor er ein Einherji wurde, wurde Alex obdachlos und begann, durch die Straßen von Boston zu ziehen. Irgendwann in seinem Leben lebte er/sie in einem Jugendheim in der Winter Street in Boston, ungefähr zur gleichen Zeit, als Magnus dort war. Er/Sie erinnert sich, dass er/sie diesen Ort hasste.
- Thomas Jefferson Jr. – Der Sohn von Tyr, der in einer Schlacht während des amerikanischen Bürgerkriegs starb. Er lebt ebenfalls in Walhalla, auf derselben Etage wie Magnus und seine Freunde. Dadurch, dass er ein Sohn des Tyr ist, muss er immer alle Herausforderungen annehmen

## Veröffentlichung
Rick Riordan kündigte Magnus Chase und das Schiff der Toten am selben Tag an, an dem Magnus Chase und der Hammer des Thor, das zweite Buch der Magnus Chase-Trilogie, veröffentlicht wurde. Ihm zufolge würde dies das letzte Buch der Reihe sein.
Das Totenschiff wurde in den Vereinigten Staaten am 3. Oktober 2017 von Disney-Hyperion veröffentlicht. Ein Hörbuch, gesprochen von Michael Crouch, wurde am selben Tag von Books on Tape veröffentlicht. Das Hörbuch in deutscher Sprache wird von Nicolás Artajo gesprochen. Das Buch wurde auch als E-Book und Taschenbuch veröffentlicht und wurde bisher in mehr als 20 Sprachen übersetzt.
Eine iTunes-Vorschau mit den ersten drei Kapiteln des Buches wurde am 17. September 2017 veröffentlicht. Das von John Rocco illustrierte Cover erschien am 26. April 2017, und ein Trailer wurde am 2. Oktober 2017 auf YouTube veröffentlicht. Um das Totenschiff zu bewerben, ging Riordan ab dem 3. Oktober 2017 auf eine neuntägige Tour durch die Vereinigten Staaten.
Das Totenschiff verkaufte sich in der ersten Woche über 57.000 Mal, bis Ende 2017 wurden über 219.000 Exemplare verkauft.[11]
Auf der USA-Today-Bestsellerliste für das Jahr 2017 belegte das Buch Platz 70, und wurde von Barnes & Noble als eines der besten Bücher des Jahres bezeichnet, außerdem gewann es den Goodreads Choice Award for Middle Grade & Children’s of 2017.